# Cataxia pallida
Cataxia pallida är en spindelart som först beskrevs av William Joseph Rainbow och Robert Henry Pulleine 1918.  Cataxia pallida ingår i släktet Cataxia och familjen Idiopidae.
Artens utbredningsområde är Queensland. Inga underarter finns listade i Catalogue of Life.